# Карл Закс
Карл Закс (на немски: Carl Sax) е дипломат на Австро-Унгария в Османската империя от края на XIX век.

## Биография
Той е последователно консул в Сараево, Русчук (Русе) и Одрин (където е от 30 октомври 1876 до 26 юни 1879 година). От 21 май 1871 до 8 януари 1873 година е изпълняващ длъжността генерален консул на Австро-Унгария в Истанбул.
В продължение на 17 години събира материали за Балканския полуостров. Публикува етнографска карта през 1877-1878 г. Австрийското географско дружество оценява високо достоверността на неговата карта.